# Владимиров, Александр Владимирович
Алекса́ндр Влади́мирович Влади́миров (1914—1992) — Герой Социалистического Труда.

## Биография
Родился 20 октября 1914 года в деревне Ельник (ныне — в Демянском районе Новгородской области) в крестьянской семье. Русский. После окончания 7 классов работал в колхозе. В 1936—1937 годах проходил службу в Красной Армии. С 1937 году жил и работал в городе Иваново.
Участник Великой Отечественной войны с января 1942 года. Воевал в артиллерии. В составе 49-й стрелковой дивизии, сформированной в Иваново, командир орудия старшина Владимиров участвовал в обороне Сталинграда. После демобилизации в 1945 году вернулся в Иваново.
Пришёл работать на завод «Ивтекмаш», освоил профессию токаря. Член КПСС с 1966 года. Инициатор соревнования за выпуск продукции высокого качества. Первым на заводе получил личное клеймо и право на сдачу продукции минуя ОТК. Активно участвовал в модернизации станков и в работе по снижению трудоемкости изготовления текстильных машин. Добился увеличения межремонтных сроков на 35 %, повышения производительности труда выше плановой на 25 % за счет применения усовершенствованных приемов работы, рациональной организации рабочего места. Указом Президиума Верховного Совета СССР от 4 июля 1966 года присвоено звание Героя Социалистического Труда.
В дальнейшем возглавлял бригаду токарей. Одним из первых на заводе перешёл на хозрасчет. Вел межзаводскую школу по распространению опыта перехода на хозрасчет. Имеет несколько изобретений и рационализаторских предложений. Работал на заводе до выхода на пенсию в 1978 году, но даже находясь на пенсии был частым гостем на заводе. Награждён орденами Ленина, Октябрьской Революции, Отечественной войны 2-й степени, медалями. Жил в городе Иваново. Скончался 28 ноября 1992 года. Похоронен на Богородском (городском) кладбище (участок 19).
Постановлением бюро обкома КПСС в 1975 году учреждена премия имени знатных машиностроителей А. В. Владимирова и В. А. Емельянова.

## Награды
- Медаль «Серп и Молот»
- Орден Ленина
- Орден Октябрьской Революции
- Орден Отечественной войны 2-й степени